# Holyrood (Kansas)
Holyrood é uma cidade localizada no estado americano de Kansas, no Condado de Ellsworth.

## Demografia
Segundo o censo americano de 2000, a sua população era de 464 habitantes.
Em 2006, foi estimada uma população de 451, um decréscimo de 13 (-2.8%).

## Geografia
De acordo com o United States Census Bureau tem uma área de
1,0 km², dos quais 1,0 km² cobertos por terra e 0,0 km² cobertos por água. Holyrood localiza-se a aproximadamente 550 m acima do nível do mar.

## Localidades na vizinhança
O diagrama seguinte representa as localidades num raio de 24 km ao redor de Holyrood.